# Cariamanga
Cariamanga är en ort i Ecuador.   Den ligger i provinsen Loja, i den södra delen av landet, 500 km söder om huvudstaden Quito. Cariamanga ligger 1 946 meter över havet och antalet invånare är 16 862.
Terrängen runt Cariamanga är kuperad åt nordväst, men åt sydost är den bergig. Runt Cariamanga är det ganska glesbefolkat, med 48 invånare per kvadratkilometer. Det finns inga andra samhällen i närheten. Omgivningarna runt Cariamanga är huvudsakligen savann.